# Суземская волость
Сузе́мская волость — административно-территориальная единица в составе Орловской (с 1920 – Брянской) губернии, существовавшая в 1917—1929 годах.
Центр — село (ныне пгт) Суземка.

## История
Волость была образована в июне 1917 года из части Краснослободской волости Трубчевского уезда.
В 1924 году, при расформировании Трубчевского уезда, Суземская волость была передана в Севский уезд и в мае того же года укрупнена путём включения в её состав упразднённых Краснослободской и Алешковской волостей.
В 1929 году, с введением районного деления, Суземская волость была упразднена, а на её территориальной основе был сформирован Суземский район Брянского округа Западной области (ныне входит в состав Брянской области).

## Административное деление
В 1920 году в состав Суземской волости входили следующие сельсоветы: Герасимовский, Горожанский, Негинский, Новопогощенский, Старопогощенский, Суземский, Улицкий, Ямновский.
По состоянию на 1 января 1928 года, Суземская волость включала в себя следующие сельсоветы: Алешковичский, Герасимовский, Горожанский, Денисовский, Зарянский, Зёрновский, Кокоревский, Краснослободский, Невдольский, Негинский, Новопогощенский, Павловичский, Полевоновосельский, Смилижский, Суземский, Теребушкинский, Черневский, Чухраевский, Щепетлевский, Ямновский.